# Malchus (wódz kartagiński)
Malchus – kartagiński król z VI wieku p.n.e.
Między 555 a 545 rokiem p.n.e. Kartagińczycy pod dowództwem Malchusa wyprawiali się zbrojnie na Sycylię. Przeciwnikami Kartaginy mogły być miasta Selinunt i Akragas, lecz bardziej prawdopodobne że byli to raczej Elymowie i część Sykanów, którzy odtąd uznali zwierzchność punicką.
Celem kolejnej wyprawy Malchusa była Sardynia, lecz tam poniósł klęskę. Po tym niepowodzeniu kartagińscy możni sprzymierzyli się przeciw Malchusowi, „skazując” go na wygnanie. Wówczas Malchus wrócił ze zbrojnymi pod Kartaginę i obległ stolicę. Zabił nawet swojego syna Kartalona, kapłana Melkarta, który przyszedł go prosić o odstąpienie od oblężenia. Po kilku dniach Malchus zdobył własną stolicę i kazał stracić dziesięcioosobową radę starszych, która wystąpiła przeciw niemu.
Ostatecznie Malchus został obalony w kolejnym przewrocie i zginął. Rzymski historyk Justynus pisał, że Malchus zginął „za dążenie do władzy królewskiej”, lecz ta interpretacja autora żyjącego w III wieku jest prawdopodobnie błędna, a Malchus będąc królem chciał wzmocnić swoją władzę względem oligarchów.
Następnym królem został Magon I, założyciel dynastii Magonidów.